# 身體活動

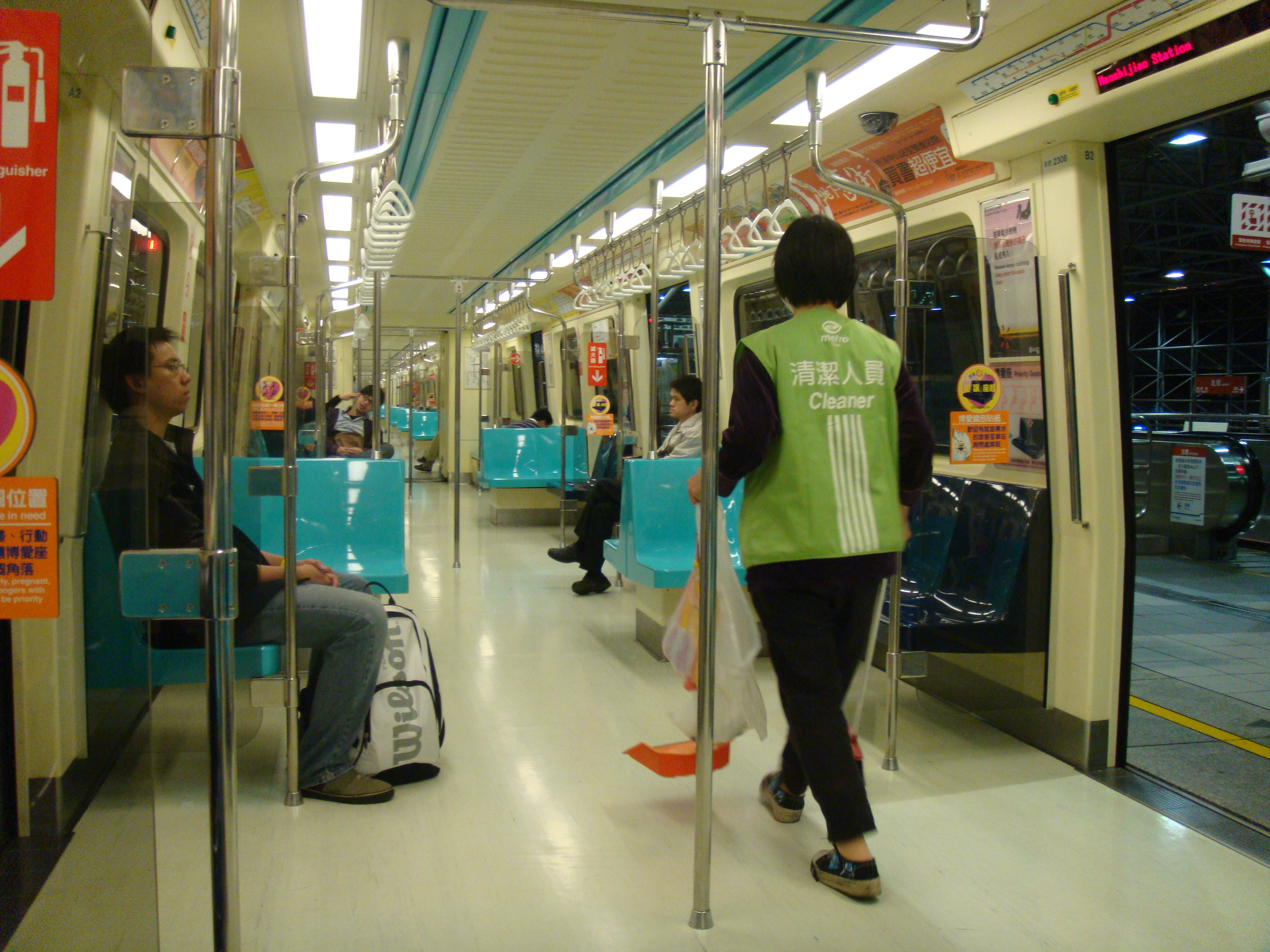
身体活动不仅仅是锻炼。它包括其他涉及运动的其他活动；例如清洁，工作，主动迁移等。

身体活动（physical activity）又称体能活动、体力活动、健身活动，定义为需要能量消耗的骨骼肌产生的任何自愿的身体运动。 身体活动包括在白天或夜晚的任何时间进行的所有强度的活动。 包括将锻炼和附带活动整合到日常活动中。这项综合活动可能没有经过计划、结构化、重复性或有目的的改善身材。例如：步行到当地商店、打扫環境、工作、主動迁移（走路或騎單車）等活动。缺乏体育锻炼会导致一系列影響健康的负面结果，而增加身體活動可以改善身心健康。 至少有八项投资致力于增加人口層級的体育活动，包括整个学校的计划，主動運輸，积极的城市设计，医疗保健，公共教育和大众媒体，全民体育，工作场所和社区计划 。身體活動会增加能量消耗，并且是控制体重（ Summermatter循环）的关键活動。 

## 术语误解
“锻炼”和“身體活動”经常互换使用，通常是指在休闲时间进行的体育活动，其主要目的是改善或保持身体健康，身体机能或健康。锻炼與身體活動是不完全相同的概念。运动是指计划、结构化、重复性和有目的性的身體活動的一種，目标可以是改善或保持身体健康。 相反，身體活動包括锻炼，但出于多种原因，也可能是计划外，无组织，随机和无目的的。

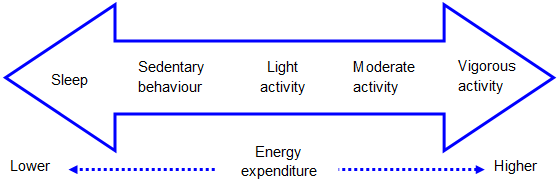
从久坐行为到剧烈运动的连续过程中的运动强度。

## 强度
身体活动可以是任何强度，从简单的肌肉抽搐到全力冲刺。为了实用，可以将体育活动视为从久坐行为到剧烈运动的连续体。使用强度的标准度量标准，代谢当量（METs） ，可根据能量消耗对强度进行大致分类。广泛的类别是久坐行为，轻度活动，中度活动和剧烈活动。

### 在每种强度下的示例活动
下面介绍的示例活动仅是示例。根据个人和所涉及的活动，活动可能会重叠强度类别或完全更改类别。
| 强度                | 活动实例                     |
| ------------------- | ---------------------------- |
| 久坐行为            | 坐着，躺着                   |
| 常设                | 站着不动                     |
| 轻度运动（LPA）     | 慢走，在屋子里拖曳           |
| 中等体力活动（MPA） | 快走，慢跑，轻度游泳，爬楼梯 |
| 剧烈运动（VPA）     | 快速运行，快速循环，短跑     |

身體活動已顯示出可以減輕焦慮症（一種單獨的體育鍛煉，沒有連續性），作為一種人格特質的焦慮症（持續表現，對某些身體活動的“鍛鍊”），焦慮的心理-生理訊號-血壓和心率（適度的身體活動會導致短期生理反應強度降低，並促使其從短期生理應激源中恢復（Biddle等人，2000年））。
對於患有嚴重抑鬱症發作和焦慮症的人來說，長途跋涉被證明是最有效的；對於患有藥物濫用疾患，躁鬱症和頻繁的精神病失代償的人，“劇烈”的體操和騎乘被證明是最有效的。 

## 其他类型的体育活动
- 有氧运动
- 无氧运动
- 肌肉强化活动

## 身体活动的建议（包括睡眠和久坐的行为）

### 全球建议
世界卫生组织建议以下： 

#### 18–64 岁的成年人
1. 18-64 岁的成年人应在一周内至少进行 150 分钟的中等强度有氧运动，或在一周内至少进行 75 分钟的中等强度和有氧运动，或同等程度地进行中等强度和有氧运动。
2. 有氧运动应至少持续 10 分钟。
3. 为了获得更多的健康益处，成人应将其中等强度的有氧运动增加到每周 300 分钟，或每周进行 150 分钟的强度有氧运动，或进行中等强度和剧烈运动的等效组合。
4. 每周2天或更多天应进行涉及主要肌肉群的肌肉强化活动。

#### 65岁以上的成年人
1. 65 岁及以上的成年人应在一周内至少进行 150 分钟的中等强度有氧运动，或在一周内至少进行 75 分钟的中等强度的有氧运动，或等效地进行中等强度和剧烈运动的组合。
2. 有氧运动应至少持续 10 分钟。
3. 为了获得更多的健康益处，65 岁及以上的成年人应将其中等强度的有氧体育锻炼增加到每周 300 分钟，或每周进行150分钟的强度有氧体育锻炼，或同等的中等强度和剧烈运动强度活动。
4. 此年龄段的成年人，行动不便，应该进行体育锻炼以增强平衡并防止每周摔倒 3 天或更长时间。
5. 每周2天或以上，应进行涉及主要肌肉群的肌肉强化活动。
6. 当该年龄段的成年人由于健康状况而无法进行建议的体力活动时，应在其能力和条件允许的范围内进行体力活动。

#### 5-17 岁的儿童和青少年
1. 5-17 岁的儿童和青少年每天应至少积累60分钟的中等强度到剧烈强度的体育锻炼。
2. 进行超过 60 分钟的体育锻炼可以提供更多的健康益处。

### 国家一级的建议
澳大利亚， 新西兰， 英国， 和美国都已发布了体育锻炼建议。

### 体力活动水平的预测指标
人口從事的身體活動的數量，以及擴充套件到達到準則或其他指定閾值的人口比例，是由許多因素決定的，這些因素包括人口統計資料（例如年齡，性別，種族），人口健康狀況，文化方面，以及環境本身的狀態（例如，提供身體活動的基礎設施）。
研究表明，随着自然环境（如公园，林地，内陆水域，海岸）的可利用性增加，据报导，更多的休闲时间的体育活动，如步行和骑自行车。 已经发现，气象条件可以在不同类型的环境中以不同方式预测体育活动。例如，在英格兰的一项以人口为基础的大型研究中，较高的气温和较低的风速与体力活动增加有关。 
根据对298项基于人口的调查的汇总分析，2016 年全球，大约 81％ 的 11-17 岁学生的体育锻炼不足。  2016 年，活动不足的患病率最高的地区是高收入亚太地区。